# Sphaerospora araii
Sphaerospora araii is een microscopische parasiet uit de familie Sphaerosporidae. Sphaerospora araii werd in 1985 beschreven door Arthur & Lom. 